# Therioplectes carabaghensis
Therioplectes carabaghensis är en tvåvingeart som först beskrevs av Josef Aloizievitsch Portschinsky 1877.  Therioplectes carabaghensis ingår i släktet Therioplectes och familjen bromsar. Inga underarter finns listade i Catalogue of Life.